# Pistil

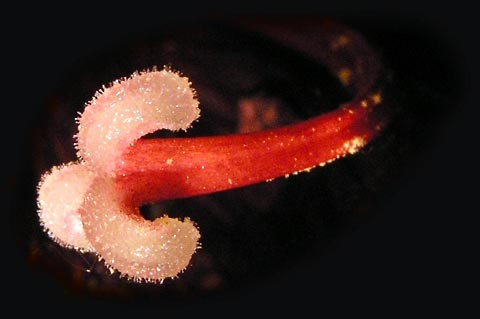
Pistil i estigmes d'una Amaryllis

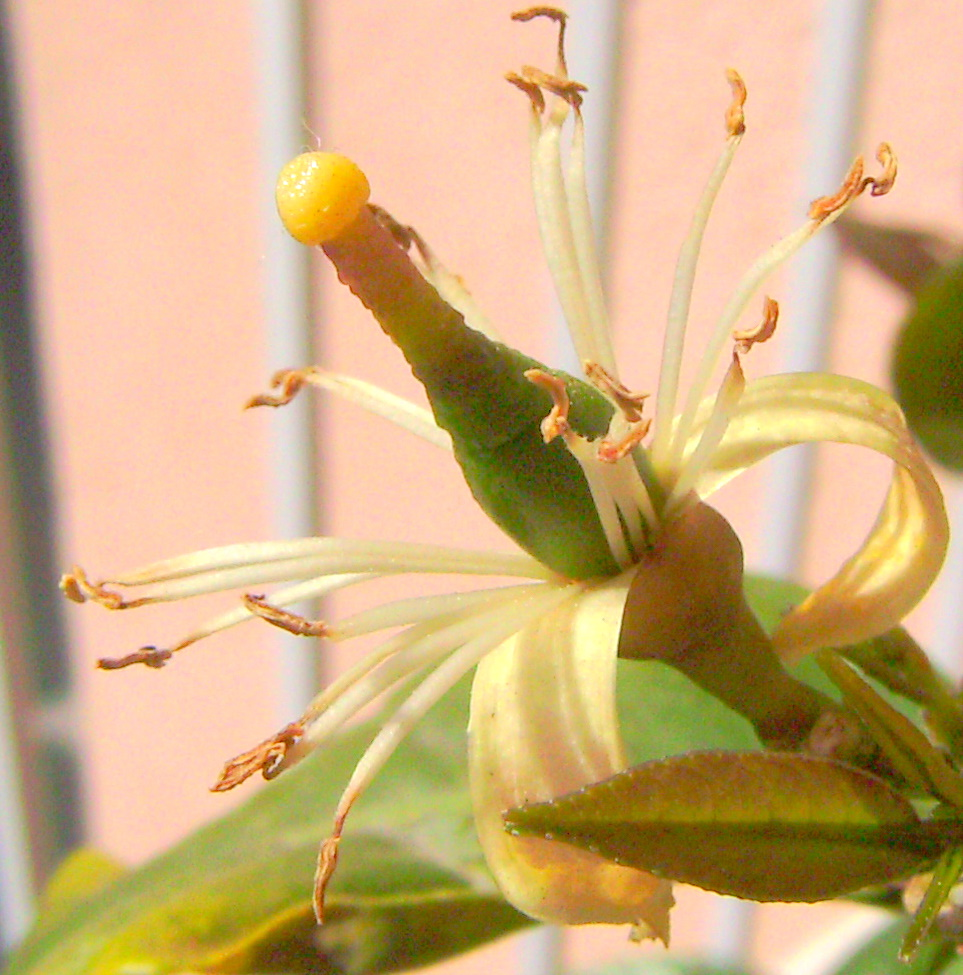
Pistil de llimoner amb la característica forma de mà de morter envoltat pels estams

El pistil és l'òrgan reproductor femení d'una flor i la unitat bàsica del que constitueix el gineceu o part femenina de la flor. Un sol carpel o diversos de fusionats formen el pistil.
El nom de pistil deriva de la paraula que en llatí vol dir "mà de morter", ja que la forma externa d'aquesta part de la flor sovint s'hi assembla.

## Parts del pistil
Estigma: normalment situat a la part superior, no té epidermis i està adaptada a rebre el pol·len proveïda amb una substància glutinosa o viscosa que facilita l'adherència dels grans de pol·len.
L'estil: és una tija que connecta l'estigma amb l'ovari situat a sota i que conté el tub pol·línic.
L'ovari també anomenat megasporofil que conté l'òvul o cèl·lula reproductiva femenina.

## Anatomia del pistil
Es diferencien la part fèrtil superior (ovari) de la part estèril inferior (estil). Les primeres interpretacions sobre l'origen del carpel plantejaven la hipòtesi d'una evolució foliar però actualment es creu provinent d'un lòcul. Normalment un pistil té dues placentes. Una vegada fertilitzat l'òvul o els òvuls es desenvolupa el carpel fins a formar el fruit.